# Daniel Romalotti
Daniel Romalotti Jr "Danny" est un personnage du feuilleton télévisé Les Feux de l'amour. Il est interprété par Cam Gigandet du 10 mars 2004 au 6 mai 2004, puis par Michael Graziadei du 6 mai 2004 au 3 janvier 2013. En France, sur TF1 il y a 3 ans et 3 mois de retard par rapport à la diffusion américaine.  Daniel Romalotti Jr sera donc encore présent dans la série sur cette chaîne environ jusqu'en mars 2016.

## Son histoire

### Naissance
Daniel est né hors écran le 17 août 1993 ; Son année de naissance a depuis été révisée à 1987.

### Le retour à Genoa
En 2004, après ses études en Suisse, Daniel Romalotti Jr revient vivre chez sa mère Phyllis à Genoa City. Il se lie d'amitié avec Kevin Fisher, qui est désespéré de ne pas être respecté par les gens qui l'entourent. Daniel accepte de l'aider à la condition qu'il le présente à Mackenzie Browning. Les deux copains engagent un sans-abri, Alex, et lui demandent de faire semblant de s'en prendre à Lily Winters : Kevin interviendra, la sauvera et s'attira le respect qui lui fait défaut. Mais Alex va trop loin dans la tentative et manque de tuer Lily en la droguant. Heureusement, Kevin arrive à temps pour la sauver. Quand Alex menace Daniel et Kevin, Phyllis et Damien vont le trouver et l'effraient, le contraignant à quitter la ville. Daniel décide alors de donner une chance à Phyllis.

### Romance avec Lily
Daniel entame une relation avec Lily en 2005, après que son innocence dans l'accident qui a coûté la vie à Cassie Newman, quatorze ans, ait été reconnue. Daniel (qui a partiellement perdu la mémoire dans cet accident) et Lily fuient à Los Angeles pour échapper aux charges d'homicide. Les fugitifs sont retrouvés et Daniel disculpé. Les parents de Lily, Neil Winters et Drucilla, sont furieux et envoient leur fille dans une école du Vermont. Daniel est effondré. Lily revient en février 2006 et ils se remettent en couple. Lily et Daniel se marient en cachette à Las Vegas le 24 mars 2006.
Quelques mois plus tard, Daniel et Kevin sont à nouveau victimes du chantage d'Alex ; Daniel décide d'avouer la vérité à Lily. Cette dernière, ainsi que ses parents, lui pardonnent.

### La rencontre avec Ambre Moore
Au début de l'année 2007, Daniel commence à flirter avec Ambre Moore sans que Lily ne s'en aperçoive. Il l'aide à garder son nouveau mari Cane Ashby et, ipso facto, la fortune de la nouvelle famille. Pour le remercier, Ambre lui donne un mot de passe qui lui permet de visionner une vidéo pornographique ; Daniel devient rapidement accro à ce genre de sites. Lily découvre à qui appartiennent les seins nus sur le PC de Dani : elle réalise qu'elle ne pourra jamais lui faire confiance et le quitte. Quand Neil découvre le récent comportement de Daniel, il le renvoie de son poste chez Newman Entreprises. Daniel emménage avec Kevin et Ambre. 
Daniel, Ambre et Kevin découvrent une grosse somme d'argent appartenant à Plum, un acteur qui a joué avec Ambre dans le film "Les étrangers dans la nuit". Ils trouvent l'argent près du corps de Plum et décident de garder le secret. Ils reçoivent ensuite la visite de John Bonacheck qui recherche Plum et l'argent que ce dernier a volé à son copain de service militaire Carson McDonald. John Bonacheck est en fait un agent véreux du FBI. En dernier recours, il kidnappe Ambre, Cane et Carson. Secourus, Daniel et Kevin sont arrêtés. Mais le frère de Kevin, Michael Baldwin, les disculpe tous les trois.

### Le divorce de Lily et Daniel
Daniel et Lily divorcent le 12 septembre 2007. Lily vit une aventure avec Cane Ashby tandis que Daniel commence à sortir avec Heather Stevens, la fille biologique de Paul Williams. Après une fête que Daniel a quittée (pour aider Heather dans ses affaires juridiques) lui et Ambre, saoule, font l'amour.
Après cette nuit, Ambre décide de déménager. Cependant, les deux amants se revoient et ont de nouveau une relation sexuelle. Leur histoire se termine quand Daniel découvre qu'Ambre a gardé une partie de l'argent de Plum. Les tentatives d'Ambre pour le convaincre de conserver l'argent échouent ; lui et Kevin décident de le brûler. Il lui offre un emploi chez Restless Style. 
Daniel et Ambre entament ensuite une vraie relation. Le père adoptif de Daniel le revoit et lui propose un poste d'assistant photographe, ce qu'il accepte. Daniel retourne à la maison le 10 juillet 2008 et apprend par Ambre que Phyllis a essayé de les faire rompre en faisant croire à Ambre que Daniel la manipule. Peu après, elle l'informe qu'elle a fait l'amour avec Adrian Korbel. Daniel se fâche, rompt et quitte l'appartement, ce qui laisse Ambre effondrée. Après cette rupture, il fréquente Colleen Carlton. Cependant, le 15 octobre 2008, Ambre et Daniel se remettent ensemble.

### De l'arrivée de Deacon Sharpe au mariage avec Ambre
Début 2009, Daniel commence à peindre et dessiner ; Ambre de son côté devient styliste. Au milieu de l'année, Daniel reçoit une offre grassement payée : faire une copie d'un Terroni. Mais on apprend que lui et Jana Hawkes ont tué l'homme qui l'a engagé pour faire cette copie. Daniel est envoyé en prison, assez longtemps pour faire la connaissance de Deacon Sharp, ex -amant et père de l'enfant adopté d'Ambre. Ambre essaie de le faire libérer. Peu après, Daniel reçoit un appel téléphonique de Deacon, et l'entend faire l'amour avec Ambre. Quand Ambre lui rend visite peu après, il lui demande des explications et ils finissent, une nouvelle fois, par rompre. Daniel réalise un DVD sur Deacon pour Heather Stevens.
Finalement, Daniel et Ambre se remettent ensemble et Daniel finit même par demander Ambre en mariage, ce qu'elle accepte. 
Daniel et Ambre se marient le vendredi 13 novembre 2009 (épisode diffusé en France le 3 juin 2013 sur TF1). Leur mariage fut présidé par Katherine Chancellor. Peu de temps après leur mariage, Ambre commence à penser à Deacon junior (Eric III), l'enfant qu'elle avait adopté quand elle était à Los Angeles (dans "Amour, Gloire et Beauté"). Elle fera tout pour le retrouver ce qui gêne beaucoup Daniel, qui ne veut pas d'un enfant dans leur vie et voudrait qu'Ambre se concentre sur eux. 

### Au lit avec Daisy et naissance de Lucy
La relation d'Ambre et Danny se dégrade, d'autant plus que le 30 avril 2010 (épisode diffusé en France le 14 octobre 2013 sur TF1), Ambre trouve Daniel au lit avec Daisy, lorsqu'elle rentre à l'appartement avec Deacon Junior qu'elle vient de retrouver. En fait, Daisy a drogué Daniel et a abusé de lui sans qu'il s'en rende compte. Ambre ne connaît pas tous ces détails et pense que Daniel a été infidèle. Au cours de cette relation sexuelle, Daisy tombera enceinte.
Le 7 mai 2010, Ambre quitte la ville avec Deacon Junior/Eric, Daniel ne souhaitant pas venir avec elle. Elle fait ses adieux à Katherine, Kevin et tous ses proches. Elle et Daniel s'embrassent une dernière fois et se quittent en larmes (épisode diffusé en France en décembre 2013 sur TF1).
Daisy qui a abusé de Daniel il y a 9 mois, met au monde leur bébé, une petite fille, le 3 janvier 2011 (épisode diffusé en France autour d'août 2014 sur TF1). Le bébé est abandonné puis est adopté par Victoria et William, la petite est prénommée Lucy.

### Le mariage de Daniel et Daisy
Le mariage a lieu le 10 mai 2012 (épisode diffusé en France le 31 juillet 2015 sur TF1).

### Daniel quitte la ville
Daniel a fait sa dernière apparition le 3 janvier 2013 (épisode qui sera diffusé en France en janvier 2016 sur TF1). Daniel est revenu six mois plus tard, en juillet 2013, lorsque Phyllis est tombée dans le coma. Il a fait connaître son intention d’emmener Phyllis dans un établissement à l’extérieur de Savannah où elle serait prise en charge ; Malgré la résistance d’Avery, les proches de Phyllis finissent par accepter de laisser Daniel ramener sa mère avec lui en Géorgie.
Depuis lors, Daniel a été mentionné rarement chaque fois que les personnages vont rendre visite à Phyllis en Géorgie. Plus récemment, après que Phyllis se soit réveillée de son coma et se soit échappée de son centre de traitement, Jack Abbott a appelé Daniel pour lui donner des indices. En août 2016, Daniel est brièvement retourné à Genoa City pour assister à la fête de fiançailles de sa demi-sœur Summer Newman et de son fiancé Luca Santori, avant que leurs fiançailles ne soient annulées lorsqu’il a été révélé par le petit ami de Victoria, Travis Crawford, que Luca était responsable de la destruction des plates-formes pétrolières appartenant à Newman Enterprises, et Luca a été arrêté pour ce crime et envoyé en prison. Il a également rencontré la sœur jumelle de Cassie, Mariah Copeland, et il lui a raconté comment il était impliqué dans la mort de Cassie. Plus tard, il a également rendu visite à son vieil ami Kevin avant qu’il ne quitte à nouveau la ville pour retourner à Savannah, en Géorgie, et lui a donné des conseils sur sa relation ravivée avec Chloé et a également rencontré sa fille Bella.